# Vouzela e Paços de Vilharigues
Vouzela e Paços de Vilharigues (oficialmente, União das Freguesias de Vouzela e Paços de Vilharigues) é uma freguesia portuguesa do município de Vouzela, com 13,94 km² de 
área e 1918 habitantes (censo de 2021). A sua densidade populacional é 137,6 hab./km².

## História
Foi criada aquando da reorganização administrativa de 2012/2013, resultando da agregação das antigas freguesias de Vouzela e Paços de Vilharigues.

## Demografia
A população registada nos censos foi:
| Distribuição da População por Grupos Etários | Distribuição da População por Grupos Etários | Distribuição da População por Grupos Etários | Distribuição da População por Grupos Etários | Distribuição da População por Grupos Etários |
| -------------------------------------------- | -------------------------------------------- | -------------------------------------------- | -------------------------------------------- | -------------------------------------------- |
| Ano                                          | 0-14 Anos                                    | 15-24 Anos                                   | 25-64 Anos                                   | > 65 Anos                                    |
| 2001                                         | 338                                          | 335                                          | 1073                                         | 392                                          |
| 2011                                         | 286                                          | 224                                          | 1021                                         | 466                                          |
| 2021                                         | 231                                          | 214                                          | 931                                          | 542                                          |

À data da junção das freguesias, a população registada no censo anterior (2011) foi:
| Freguesia atual                                        | Freguesia atual  | Freguesia atual | Freguesias antigas   | Freguesias antigas | Freguesias antigas |
| Freguesia                                              | População (2011) | Área (km²)      | Freguesia            | População (2011)   | Área (km²)         |
| ------------------------------------------------------ | ---------------- | --------------- | -------------------- | ------------------ | ------------------ |
| União das Freguesias de Vouzela e Paços de Vilharigues | 1997             | 13,94           | Vouzela              | 1350               | 5,17               |
| União das Freguesias de Vouzela e Paços de Vilharigues | 1997             | 13,94           | Paços de Vilharigues | 647                | 8,37               |